# Hebei (socken)
Hebei (kinesiska: 河北, 河北乡) är en socken i Kina. Den ligger i provinsen Heilongjiang, i den nordöstra delen av landet, omkring 270 kilometer norr om provinshuvudstaden Harbin. Antalet invånare är 24 656. Befolkningen består av 12 250 kvinnor och 12 406 män. Barn under 15 år utgör 15,0 %, vuxna 15-64 år 76 %, och äldre över 65 år 7,0 %.
Genomsnittlig årsnederbörd är 849 millimeter. Den regnigaste månaden är juli, med i genomsnitt 294 mm nederbörd, och den torraste är januari, med 9 mm nederbörd.